# Калинівка (Снігурівська міська громада)
Кали́нівка (МФА: [kɐˈɫɪɲiu̯kɐ] ( прослухати)) — село в Україні, у Снігурівській міській громаді Баштанського району Миколаївської області. Населення становить 743 особи.

## Історія
Засноване у 1890 році. За радянських часів і до 2016 року село носило назву Куйбишеве.

## Населення

### Мова
Розподіл населення за рідною мовою за даними перепису 2001 року:
| Мова       | Кількість | Відсоток |
| ---------- | --------- | -------- |
| українська | 721       | 97.04%   |
| російська  | 22        | 2.96%    |
| Усього     | 743       | 100%     |